# Молдова на зимних Олимпийских играх 2014
Молдова на зимних Олимпийских играх 2014, которые проходили в Сочи с 7 по 23 февраля, была представлена 4 спортсменами в трёх видах спорта. На подготовку спортсменов Правительство Молдовы выделило 500 тысяч леев. Знаменосцем второй раз подряд был Виктор Пынзару.

## Олимпийская форма
30 января 2014 года Национальный Олимпийский комитет Молдовы презентовал олимпийскую форму для Олимпиады в Сочи, созданную компанией «Tittallon». Стоимость комплекта составила одну тысячу евро, а на презентации присутствовали премьер-министр Республики Молдова Юрий Лянкэ, спикер парламента РМ Игорь Корман, депутаты, политики, дипломаты и другие. Также символом олимпийской сборной Молдовы стал древне-дакийский дракон Draguso или другое название «Дакийский дракон», плюшевый вариант дарился всем участникам презентации.

## Состав и результаты олимпийской сборной Молдовы

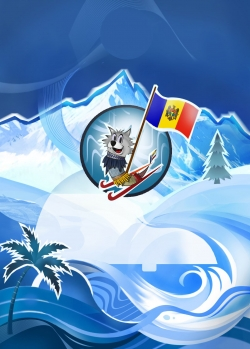
Символ олимпийской сборной Молдовы в Сочи — «Дакийский дракон»

### Биатлон
Спортсменов — 1
Основываясь на выступлениях в Кубках мира по биатлону 2012 и 2013, Молдова не квалифицировала своих спортсменов на игры. Однако ей удалось получить wild-card на участие 2 биатлонистов (мужчины и женщины), ими стали Виктор Пынзару и Александра Каменщик. В этом виде спорта участвовала только Александра Каменщик.
| Спортсмены          | Соревнование | Стрельба | Время   | Место |
| ------------------- | ------------ | -------- | ------- | ----- |
| Александра Каменщик | Спринт       | 5 (2+3)  | 27:37,0 | 84    |

### Лыжные виды спорта

#### Горнолыжный спорт
2 места квоты, однако Мирко Дефлориан отказался от участия в играх.. Поэтому страну в соревнованиях представит только один спортсмен Георг Линднер.
| Спортсмен     | Соревнование | Итог           | Итог           |
| Спортсмен     | Соревнование | Время          | Место          |
| ------------- | ------------ | -------------- | -------------- |
| Георг Линднер | Супергигант  | Не финишировал | Не финишировал |

#### Лыжные гонки
В этом виде спорта участвовали Виктор Пынзару и Александра Каменщик.
Мужчины
| Спортсмены     | Соревнование | Квалификация | Квалификация | Четвертьфинал       | Четвертьфинал       | Полуфинал           | Полуфинал           | Финал               | Финал               | Итоговое место |
| Спортсмены     | Соревнование | Результат    | Место        | Результат           | Место               | Результат           | Место               | Результат           | Место               | Итоговое место |
| -------------- | ------------ | ------------ | ------------ | ------------------- | ------------------- | ------------------- | ------------------- | ------------------- | ------------------- | -------------- |
| Виктор Пынзару | Спринт       | 4:04.91      | 77           | Не квалифицировался | Не квалифицировался | Не квалифицировался | Не квалифицировался | Не квалифицировался | Не квалифицировался | 77             |

Женщины
| Александра Каменщик | 10 км | 39:52.6 | 71 |

### Санный спорт
В данном виде спорта Молдову представил один спортсмен — Богдан Маковей.
| Спортсмен      | Соревнование | 1 заезд   | 1 заезд | 2 заезд   | 2 заезд | 3 заезд   | 3 заезд | 4 заезд   | 4 заезд | Итоговый результат | Итоговое место |
| Спортсмен      | Соревнование | Результат | Место   | Результат | Место   | Результат | Место   | Результат | Место   | Итоговый результат | Итоговое место |
| -------------- | ------------ | --------- | ------- | --------- | ------- | --------- | ------- | --------- | ------- | ------------------ | -------------- |
| Богдан Маковей | Одиночки     | 54.591    | 37      | 54.271    | 35      | 53.925    | 35      | 53.779    | 36      | 3:36.566           | 36             |